# 1-三十一烷醇
1-三十一烷醇（英語：1-hentriacontanol）是一种有机化合物，化学式C31H64O，可见于正紅樹、腺牧豆樹、鸭舌广舅等物种。
它和乙酸酐反应，可以得到1-三十一烷醇乙酸酯。